# 伊莎貝拉·埃斯特
伊莎貝拉·埃斯特（義大利語： Isabella d'Este，1474年5月18日—1539年2月13日，又翻作伊莎貝拉·德·埃斯特），是曼圖亞的侯爵夫人，也是義大利文藝復興中的女性領袖，在文化與政治上起著無與倫比的作用。她是通權達變的政治高手，也是偉大的藝術贊助人。
於贊助藝術的同時，她也是時尚的領導人，其創新無比的穿著打扮，被整個義大利和法國宮廷中的上流女性們爭相模仿。伴隨著她的智慧與英明，著名詩人阿里奧斯托形容她為「自由且心胸寬闊的伊莎貝拉」；大學者彼得羅·本博讚美她為「最聰明、最幸運的女人」；外交官尼科洛·達·科雷喬（Niccolò da Correggio）也頌揚她為「世界第一夫人」。
當她丈夫弗朗切斯科·貢扎加二世（1466-1519年）外出作戰時，伊莎貝拉就會在曼圖亞代為攝政，輔佐她丈夫。當1519年其夫因梅毒過世後，她成為兒子費德里科二世·貢扎加的攝政。當義大利戰爭進行地如火如荼時，她在1500年於米蘭成功地說服了法王路易十二，使曼圖亞免受法軍的攻擊威脅，展現傑出的外交才幹。
她對文藝復興的精神身體力行，不但對文學情有獨鍾，也是個多產的書信家。她除了寫下大量的書信給知名藝術家（如達文西就收過許多委託信，但達文西緩慢的創作風格常無法達到其要求），委託創作藝術品之外，更終身保持對小姑伊莉莎白·貢扎加（Elisabetta Gonzaga）的書信聯繫。那時代聲名狼藉的美豔貴婦魯克蕾齊亞·波吉亞是她的弟媳，但卻在1503年（與弟弟阿方索一世·埃斯特成親的隔年）開始與其夫弗朗切斯科長期外遇，導致伊莎貝拉對愛情失去信心。

## 早年

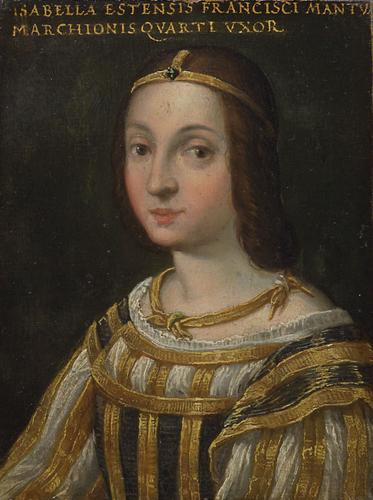
伊莎貝拉的袖珍畫像

伊莎貝拉·迪埃斯特於1474年出生在位於威尼斯正南方的小公國——費拉拉公國，是費拉拉公爵埃爾科萊·埃斯特一世與夫人阿拉貢的伊萊奧諾拉的長女（埃斯特家族）。她成長於文藝復興的教育和藝術氛圍中，但生活中又充斥著專屬於15世紀義大利的暴力強權。
伊莎貝拉兩歲時，她的堂兄為了搶奪政權，對都城與宮殿發動進攻。在她快滿八歲時，強大的威尼斯軍隊入侵費拉拉，企圖統治這個小公國。好在她父親精於權變，不但擋下這次危機，也承受住之後的多次考驗，把費拉拉建設成當時歐洲最發達的城市之一。在這些危機當中，伊莎貝拉開始學習文藝復興時的縱橫之術。

### 教育
伊莎貝拉從小就接受了最佳的傳統人文主義教育。她的家庭教師教她用古典拉丁語閱讀羅馬時代的偉大作品，她學得很快，在孩提時代就能流利地使用拉丁語。她還是位音樂才女，擅長歌唱、演奏魯特琴。

## 婚姻

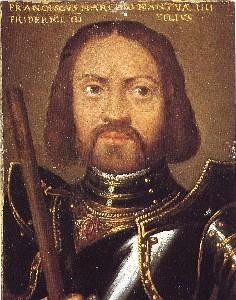
伊莎貝拉的丈夫弗朗切斯科·貢扎加二世，貢扎加家族領袖。他在1484年繼任為曼圖亞侯爵，被公認是名勇敢的騎士

她的父母從她六歲開始，就為費拉拉和她的將來考慮，積極物色合適的丈夫。他們與鄰近的曼圖亞侯爵（貢扎加家族）接洽，商討伊莎貝拉和侯爵長子弗朗切斯科·貢扎加二世（1466-1519年）的婚約。當弗朗切斯科的家族代表見到這個小女孩之後，他們致信給未來的親家，說這個女孩的早慧讓人吃驚。伊莎貝拉的父母給弗朗切斯科的雙親寄回了一幅黑眼金髮、玲瓏可愛的女孩畫像，確信「她絕妙的知識與智慧（遠比她的美貌）更值得愛慕」。這樁婚事的敲定，聯合了埃斯特與貢扎加家族，使兩家在強鄰米蘭公國、威尼斯共和國之間，能夠維持獨立。
伊莎貝拉與弗朗切斯科在1490年成親，新郎25歲、新娘17歲。一場精心打造的婚禮過後，兩家正式聯盟並結合。在伊莎貝拉晚年回憶時，她跟從當時的風尚，驕傲地寫下了婚禮時精美的禮物、飾品以及鋪張華麗的宴會，作為時代的見證。結婚是她人生轉折的標誌。婚後兩夫妻彼此吸引相愛，伊莎貝拉更如同「花朵般一樣綻放」。可惜好景不常，夫妻倆幸福美滿的生活只維持到1503年。當年弗朗切斯科開始與美豔放浪的魯克蕾齊亞·波吉亞（伊莎貝拉的弟媳）發生外遇，給伊莎貝拉造成莫大的痛苦，深刻地嫉妒著魯克蕾齊亞之美貌與霸占其夫。

## 輔佐丈夫
曼圖亞在侯爵夫妻弗朗切斯科與伊莎貝拉的勵精圖治下崛起，躋身義大利小型城市國家的首席行列。在這對夫婦統治期間，伊莎貝拉盡顯外交才華。譬如當義大利戰爭進行地如火如荼時，她在1500年於米蘭成功地說服了法王路易十二，使曼圖亞免受法軍的攻擊威脅。她輔政時共寫了兩千多封信——其中許多是寫給教宗、法國與西班牙國王及其他義大利統治者。
當弗朗切斯科在1489-1498年任職威尼斯陸軍總長時（曾在1495年福爾諾沃戰役大敗法軍），伊莎貝拉在一封寫給丈夫的信中保證說，自己在國內的攝政能夠讓他全心全意地關注軍事要務：「我打算以……這樣的方法治理國家，你將不會捲入風波與過失之中，凡是對你的臣民有利、可行之事，我必會加以完成。」這位天才女人很好地兌現了承諾。特別是當弗朗切斯科於1509年被捕並遭監禁後，伊莎貝拉就代替丈夫全權統治，英勇地保衛城市，使其免遭侵襲。弗朗切斯科後來在1512年獲釋回國，卻羞憤於妻子才幹能力遠勝自己的事實，導致兩人的婚姻關係徹底破裂，從此完全分居並獨立生活。

## 寡婦攝政

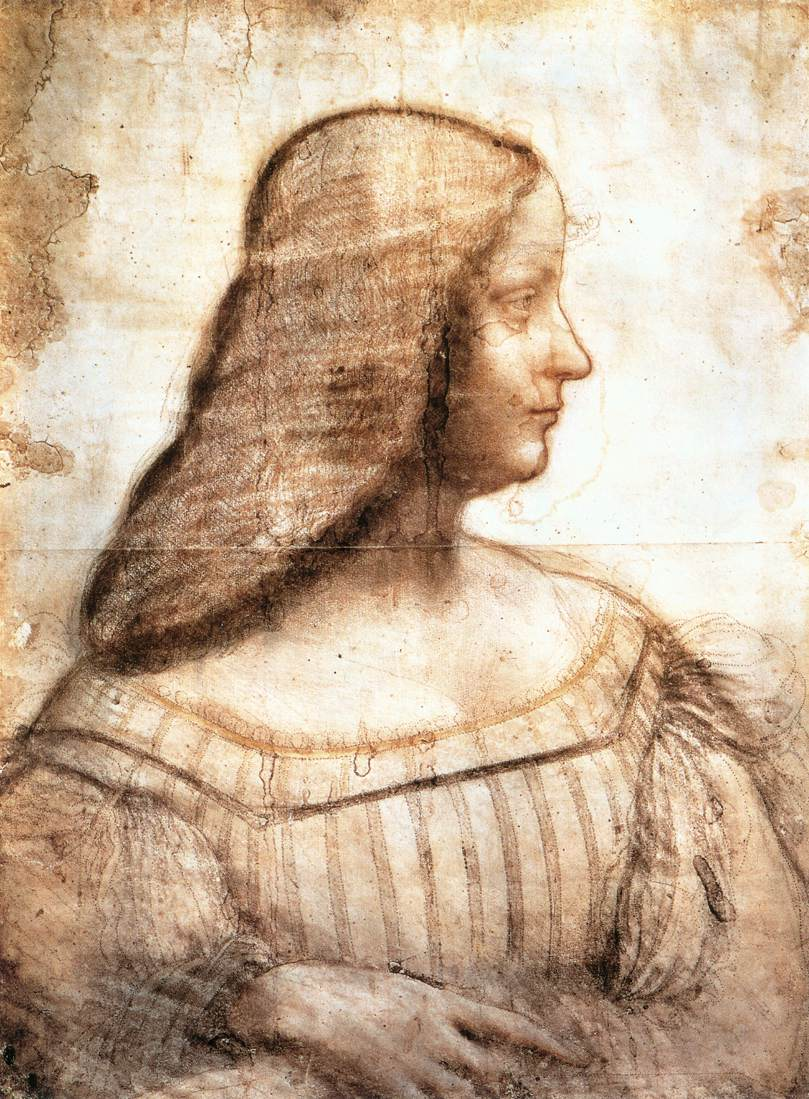
年輕的伊莎貝拉，由達文西畫作的素描草稿

生性風流、外遇不斷的弗朗切斯科（某方面可說是受時代風氣影響，他和魯克蕾齊亞·波吉亞長期的不倫戀情，使伊莎貝拉在1506年後不再去挽回丈夫），終於因嫖妓染上梅毒（魯克蕾齊亞·波吉亞聽聞他染病，立刻結束了外遇關係，而伊莎貝拉仍悉心照料丈夫），於1519年過世。他留下六個子女（共有八名子女，兩個早卒）與46歲的伊莎貝拉。
1519年兒子費德里科二世·貢扎加繼承曼圖亞侯爵後，伊莎貝拉掌權攝政，成功地瓦解了教宗併吞曼圖亞的計劃。她是一個「忠實的國家領袖」，攝政寡婦的身分除了需要她誠摯的努力，更要求她去研究如何治理城邦國家的問題。為了提高人民的生活水準，她鑽研建築、農業和工業的技術，並遵循馬基維利於《君王論》提出的治國原則。她的努力成果豐碩，曼圖亞的人民回報以感激和愛戴。
她在義大利政治界扮演越來越重要的角色，並穩步地提升曼圖亞的地位與勢力。靠著她的外交天才，神聖羅馬皇帝查理五世封其子費德里科二世·貢扎加為公爵，曼圖亞因此在1530年被提升為曼圖亞公國；她安排費德里克與蒙費拉托侯國的女繼承人瑪格麗特·帕拉蘿嘉於1531年結婚，使貢扎加家族在1536年統治了蒙費拉托，大幅擴充了領土。她還在教宗面前，替另一個兒子埃爾科萊·貢扎加爭取到樞機主教的高位。

## 贊助文藝

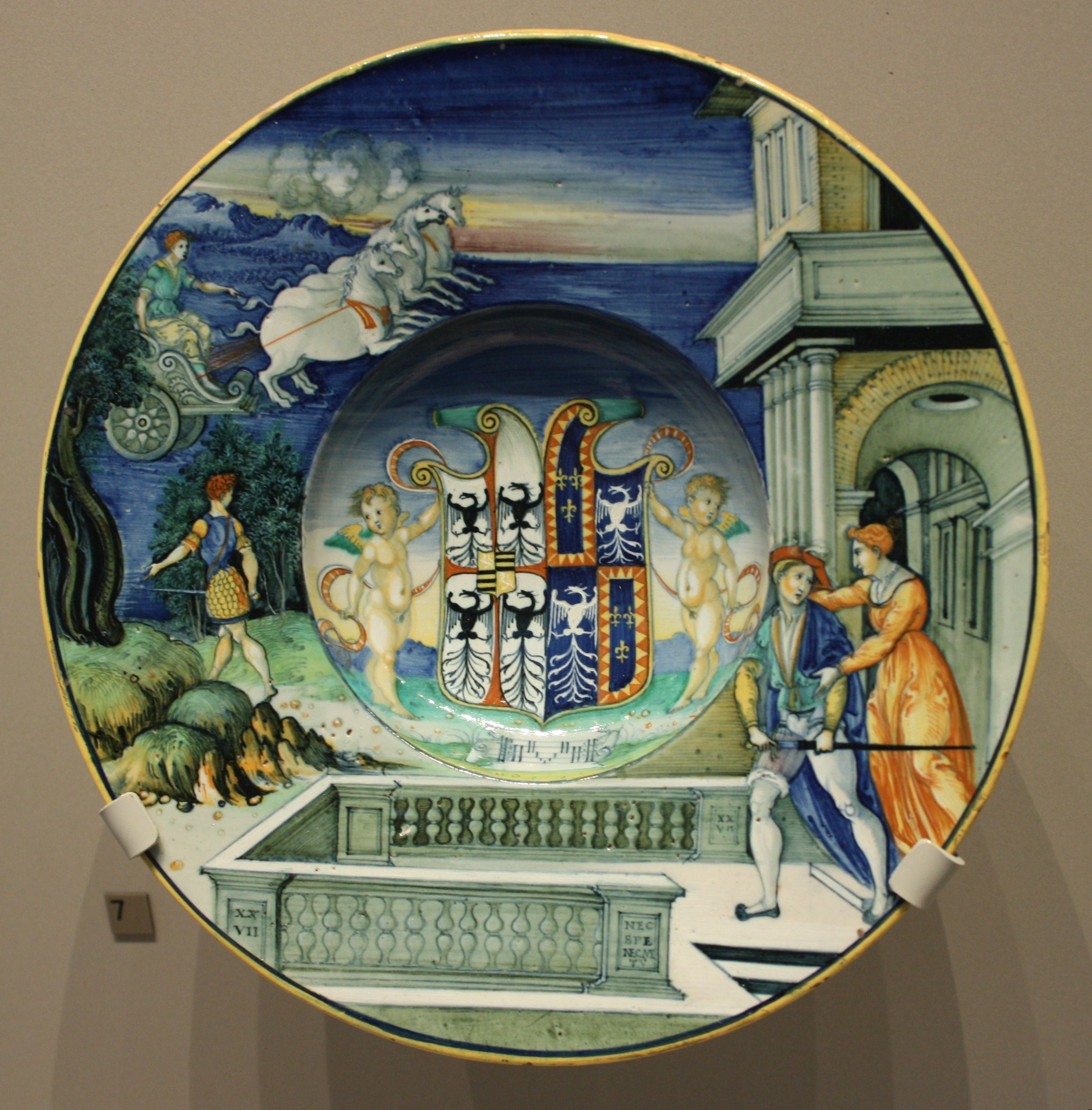
一塊繪上伊莎貝拉與其丈夫的錫釉陶盤，1524年作（收藏於維多利亞與艾伯特博物館）

如同其他受文藝復興「偽科學」風氣影響的義大利人一樣，伊莎貝拉對占星術深信不疑。每逢大事，她一定要請占星師占卜吉凶。不過，她也對那時代流行的探索自然與世界，抱有高度興趣。她曾收到有關哥倫布發現美洲的書信，並閱讀到哥倫布寄給她關於找到「智慧和友好」之土著的信件。
這位受過良好教育的侯爵夫人，因為資助偉大的藝術家與作品而被世人牢記。她對於所委託的作品，會寫下明確的要求——她曾為一幅畫寫了多達40封信。她眼光銳利、慧眼識天才，幾次寫信委託達文西創作，但是達文西卻因為無法在她指定的期限內完成作品，加上訂金與薪資不如其他買家豐厚，後來乾脆不予回信。
打從幼年開始，她就對文學情有獨鍾，與丈夫的婚姻疏離之後，她更是把精神投注於文藝中，以填補那痛苦而空虛的感情世界。因此，她籌建起一座圖書館。這座圖書館後來發展成義大利最好的圖書館之一。她採用新式印刷技術，印刷出古典精品以及文藝復興初期佩脫拉克與但丁的文學作品。她對書籍版本的要求以及對文學作品的渴求，顯示出她對美的欣賞——她要求書籍用羊皮紙印刷（非紙制），用皮革裝訂。

## 晚年與評價
她晚年與眾多兒孫相伴為樂，其中一個五歲就能背誦維吉爾作品的孫子，讓她大感快慰，高興自己的教育成功。她死於1539年2月13日，比她丈夫晚了20年。在他生命的最後幾個月裡，大學者彼得羅·本博驚訝於她的豐富心靈與廣泛興趣，讚美她為「最聰明、最幸運的女人」。除了各國政治家對她的高度讚揚之外，著名詩人阿里奧斯托（Ariosto）曾說她的美麗、高貴、謙遜、聰慧以及文學、藝術上的涵養，「不管怎麼讚揚都不夠」，只好形容她為「自由且心胸寬闊的伊莎貝拉」；小說作家馬提歐·班德羅稱她為「女中豪傑」；外交官尼科洛·達·科雷喬（Niccolò da Correggio）也頌揚她為「世界第一夫人」
費德里克二世為母親建了一座美麗的陵墓，一年後（1540年）也跟著去世了。後世的學者認為，她是通權達變的政治高手，也是偉大的藝術贊助人；她對文藝復興精神的身體力行，堪稱時代典範。

## 延伸閱讀
- George, L., The Public Perception of Isabella d'Este, Clio History Journal, 2009.
- I camerini di Isabella d'Este （页面存档备份，存于） Mantua tourist guide.